# Alfred van der Smissen
Alfred van der Smissen (Bruxelles, 1º febbraio 1823 – Bruxelles, 16 giugno 1895) è stato un generale belga.

## Biografia
Alfred van der Smissen era il figlio secondogenito di Jacob van der Smissen, maggiore dell'esercito napoleonico.

### Nella legione straniera
Nel 1851, van der Smissen combatté quattro mesi in Cabilia nei ranghi della legione straniera francese. Si distinse sempre in Algeria in altri scontri, riuscendo a guadagnarsi la stima del generale Armand Jacques Leroy de Saint-Arnaud ed ottenne poco dopo la Legion d'onore.

### Militare in Messico
Amico di re Leopoldo I del Belgio, nel 1859 divenne aiutante di campo del generale Pierre Emmanuel Félix Chazal, ministro della guerra del governo belga, che lo fece nominare capo del corpo di volontari in Messico col grado di colonnello. Nel marzo del 1865, il corpo dei volontari belgi portò a compimento la propria prima missione ai suoi ordini.
L'11 aprile prese parte alla battaglia di Tacámbaro, dove il contingente belga venne attaccato dalle truppe del generale Nicolás Régules in notevole superiorità numerica. I belgi, agli ordini del maggiore Tydgat, vennero costretti a capitolare. Il 15 aprile, van der Smissen, giunse a Tacámbaro e ritrovò il maggiore Tydgat gravemente ferito nei combattimenti (morì qualche ora più tardi) · . Il 16 luglio, intenzionato a vendicare l'onta subita, van der Smissen ottenne la sua rivincita riportando vittoria nella battaglia de la Loma, non lontano da Tacámbaro.

### Il ritorno in Belgio
Il 10 marzo 1867, Alfred van der Smissen rientrò in Belgio, installandosi al numero 11 di rue du Marteau a Bruxelles, venendo nominato ufficiale d'ordinanza di re Leopoldo II del Belgio.
Nel 1879 venne nominato comandante militare della piazza d'armi di Bruxelles e pubblicò l'opera dal titolo l'Organisation des forces nationales. Nel 1887 pubblicò una nuova opera militare dal titolo le Service personnel et la loi militaire. Ritiratosi dal servizio attivo, pubblicherà ancora Souvenirs du Mexique, libro nel quale esporrà le sue memorie della campagna militare alla testa del contingente belga al servizio dell'imperatore Massimiliano.
Nel marzo del 1886, si portò a Liegi e a Charleroi per sopprimere l'insurrezione del 1886 e nella regione del Centro. Il governo incaricò il generale van der Smissen di reprimere i tumulti, compito che egli portò a compimento senza alcun problema né risentimento, sicuro come disse di stare solo facendo rispettare la legge, ricevendo la possibilità di aprire liberamente il fuoco sui dimostranti a patto che questi marciassero in gruppo direttamente contro le sue truppe.
Il 16 giugno 1895 il generale si suicidò con un colpo di rivoltella alla testa nel suo domicilio di Bruxelles in rue du Marteau. Una delle ipotesi avanzate per questo tragico gesto è il fatto che van der Smissen si fosse accorto che stava iniziando a perdere la lucidità delle proprie facoltà mentali con l'età. Venne sepolto nel cimitero di Bruxelles con una cerimonia a cui prese parte anche Filippo, conte delle Fiandre, ed il figlio di quest'ultimo, re Alberto I.

### Una paternità misteriosa
Alfred van der Smissen fu il padre presunto del generale Maxime Weygand. L'ipotesi, avanzata dallo storico André Castelot, nascerebbe dall'amicizia ed una certa intimità che van der Smissen aveva con l'imperatrice Carlotta del Messico, sorella di re Leopoldo II del Belgio, fatto che ha portato a ritenerla la presunta madre di Weygand, il quale all'atto di nascita, avvenuta a Bruxelles, venne inscritto come «né de parents inconnus» ("di genitori sconosciuti"), dando così addito ad interpretazioni. La protezione esercitata a distanza dal re del Belgio sul bambino potrebbe essere una spiegazione logica di questo fatto.
Lo storico francese, inoltre, ha confrontato le foto da adulti di Van der Smissen e di Weygand ravvisandone una certa somiglianza, come evidenziato anche dallo storico Alain Decaux. Anche lo storico Dominique Paoli sembrerebbe di questo avviso.